# Spironolakton
Spironolakton (łac. spironolactonum) – organiczny związek chemiczny, syntetyczny steroid, konkurencyjny antagonista aldosteronu w kanaliku dalszym nefronu. Należy do diuretyków oszczędzających potas. Blokery receptora aldosteronowego, takie jak spironolakton i eplerenon, pozwalają zmniejszyć stężenie aldosteronu we krwi i ograniczyć niekorzystne działania aldosteronu u chorych z nadciśnieniem i nadmiernie aktywowanym układem RAA.

## Działanie
Spironolakton zwiększa ilość wydalanego moczu, jonów sodu i chlorków, wyraźnie zmniejsza ilość wydalanego potasu i jonów wodorowych.

## Farmakokinetyka
Wchłania się z przewodu pokarmowego, ulega biotransformacji do czynnego metabolitu – kanrenonu. Działanie spironolaktonu trwa do 2–3 dni po odstawieniu. Lek indukuje enzymy mikrosomalne wątroby.

### Wskazania
- hiperaldosteronizm pierwotny i wtórny
- obrzęki pochodzenia sercowego, wątrobowego i nerkowego
- obrzęki idiopatyczne
- zespół nerczycowy w przypadku niezadowalających efektów leczenia choroby podstawowej
- zaawansowana niewydolność mięśnia sercowego (stopień IV w skali NYHA)
- zespół napięcia przedmiesiączkowego
- leczenie uzupełniające miastenii i hirsutyzmu.

## Działania niepożądane
- w badaniach na zwierzętach wykazuje działanie rakotwórcze – stosować tak krótko, jak to możliwe
- hiperkaliemia, nawet zagrażająca życiu
- wrażliwość sutków na dotyk, ginekomastia
- zaburzenia erekcji
- przerost i bolesność gruczołu sutkowego u kobiet (mastalgia)
- zaburzenia miesiączkowania
- hirsutyzm
- agranulocytoza (rzadko), inne zaburzenia hematologiczne
- bóle głowy
- senność
- ataksja
- pojedyncze przypadki zmian skórnych

## Przeciwwskazania
- nadwrażliwość na którykolwiek ze składników preparatu
- hiponatremia
- hiperkaliemia
- pierwotna niedoczynność kory nadnerczy
- ciężka niewydolność wątroby
- ostra niewydolność nerek
- ciężka niewydolność nerek
- bezmocz
- okres ciąży i laktacji

## Preparaty dostępne w Polsce
- Finospir 25 mg, 50 mg, 100 mg (tabl.)
- Spironol 25 mg, 100 mg (tabl.)
- Verospiron 25 mg, 50 mg, 100 mg (kaps. twarde)